# استونی‌بروک ویلشایر (پنسیلوانیا)
استونی‌بروک ویلشایر (به انگلیسی: Stonybrook-Wilshire) یک منطقهٔ مسکونی در ایالات متحده آمریکا است که در شهرستان یورک، پنسیلوانیا واقع شده‌است. استونی‌بروک ویلشایر ۸٫۷ کیلومتر مربع مساحت و ۵٬۴۱۴ نفر جمعیت دارد.